# Dorn (Familie)

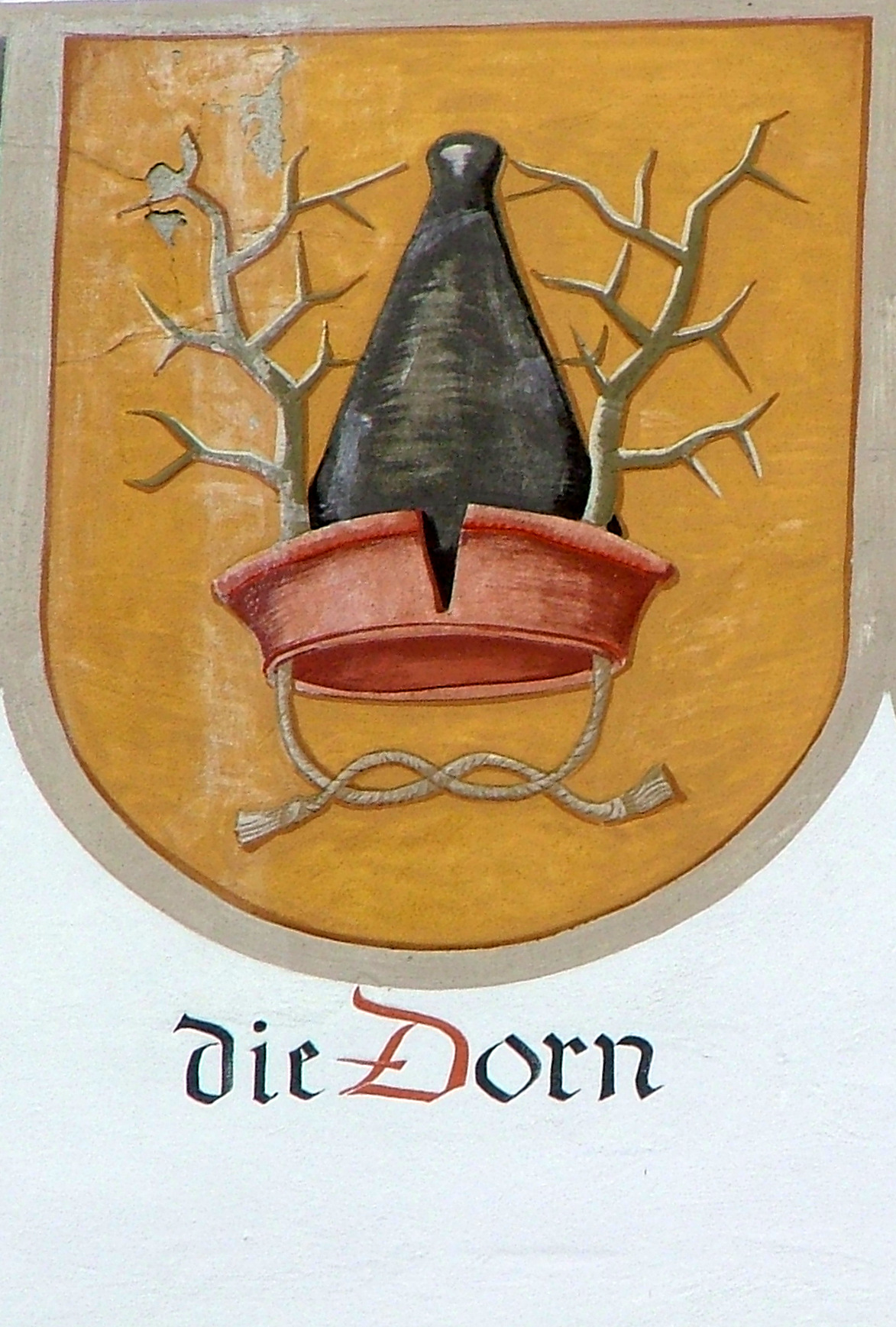
Wappen der Familie Dorn auf dem Kemptner Rathaus

Die Dorn waren einem dem reichsstädtischen Patriziat angehörende Familie in der Reichsstadt Kempten und Umgebung.
Eine Erwähnung für diese Familie stammt aus dem Jahr 1534, hierbei wird ein Mang Dorn als Bürger und Rat in Füssen genannt. 1601 wurde Raymund Dorn Bürgermeister zu Kempten. Er starb 1604.
1628 nahm der Bürgermeister von Kempten Hans Ulrich Dorn die Sabine König zur Frau. Er wurde während des Dreißigjährigen Kriegs von den Kaiserlichen Truppen gefangen genommen und als Geisel nach Tirol gebracht.  Er starb 1651.
Ein weiterer Bürgermeister aus der Stammtafel der Dorns ist der 1612 geborene Raymund Dorn, er war Geheimer Rat, Stadtammann zu Kempten und wurde 1672 Bürgermeister der Reichsstadt Kempten. Er starb elf Jahre später.
Ein Patrizierhaus der Dorn war das sogenannte Schlößle.

## Wappen
Auf gelbem Grund ein schwarzer Spitzhut mit rotem Stulp und Kinnband. Seitlich sind zwei grüne Dornzweige besteckt.